# Amelia Repetto
Amelia Repetto   () és una compositora i professora uruguaiana.
Repetto va estudiar piano amb Julieta Bizzozero i va prendre lliçons d'harmonia, contrapunt i orquestració amb Guido Santórsola. Com a compositora, ha escrit per a orquestres de cambra i també ha compost música coral, música per a piano i cançons. També ha estat activa com a professora d'apreciació musical a les escoles secundàries i com a instructora a nivell elemental.